# Rachel Furness
Rachel Furness (Sunderland; 19 de junio de 1988) es una futbolista norirlandesa. Juega como mediocampista en el Bristol City WFC de la FA Women's Championship de Inglaterra. Es internacional con la selección de Irlanda del Norte desde 2005 y su máxima goleadora histórica.

## Trayectoria
Furness asistió a la Usworth Comprehensive School y representó al condado de Durham en el fútbol sub-16. Para la temporada 2002-03, ya jugaba para Chester-le-Street Ladies, junto a la exdelantera de Inglaterra Aran Embleton.
En 2004, Furness ingresó a la Gateshead College para estudiar desarrollo deportivo y acondicionamiento físico. Comenzó a jugar para la academia de fútbol femenino en la universidad y para el Sunderland. En ambos equipos tuvo a Jill Scott de compañera.
En 2006, ingresó a la Universidad de Northumbria para estudiar como entrenadora de fútbol, al mismo tiempo que se unió al Newcastle United. Sin embargo, para entonces ya había sufrido una grave lesión en la rodilla que requirió dos operaciones y la extirpación de la mayor parte del cartílago. Los médicos le aconsejaron que dejara el fútbol pero la mediocampista volvió a las canchas con el Newcastle.
En diciembre de 2009, anotó un gol y asistió a Mel Reay cuando el Newcastle empató 2-2 contra el Lincoln Ladies en la FA Women's Cup, pero desperdició su oportunidad en la tanda de penales quedando su equipo eliminado.
Furness pasó la temporada el 2010 en Islandia formando parte del Grindavik, luego se reincorporó al Sunderland, haciendo su segundo debut con el club en una victoria por 4-0 en la Premier League Cup sobre el Newcastle en octubre de 2010. Tras ganar la Premier League tuvo un breve paso por el Lincoln Ladies de la FA WSL en calidad de préstamo. Debutó en una derrota de local por 1-0 ante el Chelsea en mayo, el último partido antes del receso de mitad de temporada de la WSL, tras lo cual regresó al Sunderland antes de que la WSL se reiniciara en julio.
En enero de 2017 fichó con el Reading.
Furness se unió al Tottenham Hotspur cedida por el Reading el 6 de septiembre de 2019. El 28 de diciembre del mismo año fichó por el Liverpool.

## Selección nacional
El director de entrenadores del Chester-le-Street, Bill Godward, alertó a la Asociación Inglesa de Fútbol sobre el potencial de Furness. Sin embargo, Inglaterra la pasó por alto porque no estaba vinculada a un club con una academia o centro de excelencia. Furness luego aceptó una convocatoria de Irlanda del Norte para disputar un torneo sub-17 en 2004. Aunque nació y se crio en Tyne y Wear, la futbolista era elegible para representar a Irlanda del Norte ya que su madre nació en Belfast.
Después de representar a su país adoptivo en las categorías sub-17 y sub-19, Furness avanzó a la selección mayor. En noviembre de 2005 marcó contra Eslovaquia, en el primer partido competitivo de local de las norirlandesas en 20 años. Tras una ausencia de dos años a causa de una lesión, regresó a tiempo para disputar los partidos de clasificación a la Copa del Mundo de 2011. Furness contribuyó con cuatro goles, incluido un triplete contra Croacia, en una campaña que terminó con Irlanda del Norte en tercer lugar en su grupo, detrás de Francia y Finlandia. En noviembre de 2011, anotó en la sorpresiva victoria de Irlanda del Norte por 3-1 en la clasificación para la Eurocopa 2013 contra Noruega, excampeón mundial y olímpico.
La mediocampista también representó a las universidades irlandesas en los Juegos Universitarios Mundiales, participando en el torneo de 2009 en Belgrado. Dos años más tarde fue convocada al equipo de las Universidades de Gran Bretaña para el torneo en Shenzhen.
La Clasificación para la Eurocopa Femenina 2022 vio un éxito sin precedentes para la selección norirlandesa, con una Furness desempeñando un papel clave en el equipo. Varios de sus goles ayudaron a su país a alcanzar sus primeros play-offs para un torneo importante, un récord en sí mismo. Esto incluyó el gol de la victoria en un partido de visitante ante Bielorrusia, victoria significativa por el hecho de que Irlanda del Norte vio a su portera expulsada en los primeros 30 minutos del encuentro.
Con pocas expectativas de que el equipo superara este obstáculo final para llegar a la Eurocopa, Irlanda hacía de visitante ante Ucrania. Furness anotó el gol que abrió el marcador en una sorprendente victoria por 2-1. En el partido de vuelta, Furness volvió a ser titular, pero se vio obligado a abandonar tras una lesión. El equipo ganó 2-0, asegurando su lugar en el torneo de 2022.
En noviembre de 2021, en su partido de clasificación para la Copa Mundial contra Macedonia del Norte, Furness firmó goles históricos que la posicionaron como máxima goleadora en la selección (masculina y femenina) norirlandesa. En el primer partido, de visitante, anotó el triplete que igualó el récord. Luego, de local, marcó dos veces para llevarse el récord, superando la marca de 36 goles anteriormente en manos de David Healy.
En diciembre de 2021, Furness recibió el premio Personalidad Deportiva del Año 2021 de manos de la BBC por su contribución al año histórico que protagonizó la selección nacional.

## Estadísticas

### Clubes
| Club                       | País       | Año         |
| -------------------------- | ---------- | ----------- |
| Chester-le-Street          | Inglaterra | 2002 - 2004 |
| Sunderland A.F.C.          | Inglaterra | 2004 - 2006 |
| Newcastle United           | Inglaterra | 2006 - 2010 |
| Grindavík                  | Islandia   | 2010        |
| Sunderland A.F.C.          | Inglaterra | 2010 - 2016 |
| Lincoln Ladies (cedida)    | Inglaterra | 2011        |
| Reading                    | Inglaterra | 2017 - 2019 |
| Tottenham Hotspur (cedida) | Inglaterra | 2019        |
| Liverpool                  | Inglaterra | 2019 - 2023 |
| Bristol City WFC           | Inglaterra | 2023 - 2025 |